# Der Bulle von Tölz: Bulle und Bär
Bulle und Bär ist ein deutscher Fernsehfilm von Wolfgang F. Henschel aus dem Jahr 2008 nach einem Drehbuch von Cornelia Willinger. Es ist die 65. Folge der Krimiserie Der Bulle von Tölz mit Ottfried Fischer als Hauptdarsteller in der Rolle des Hauptkommissars Benno Berghammer. Die Erstausstrahlung erfolgte am 6. Mai 2008 auf ORF 1.

## Handlung
Franz Kufner, der Vorsitzende des Tölzer Jagdvereins, trifft sich heimlich mit seiner Geliebten Lisa Kornfelder auf einem Hochsitz in Kornfelders Jagdrevier. Als sie in einer Nacht von Geräuschen gestört werden, macht Kufner sich auf den Weg, um herauszufinden, woher diese kommen. Doch er kehrt nicht mehr zurück und wird am nächsten Tag tot aufgefunden. Gerichtsmediziner Dr. Robert Sprung stellt Verletzungen fest, die von einem Bären stammen. Hauptkommissar Benno Berghammer hält es für unwahrscheinlich, dass ein passionierter Jäger sich von einem Bären überraschen lässt, und nimmt – gegen den Willen von Staatsanwalt Dr. Georg Lenz – zusammen mit seiner Kollegin, Kommissarin Nadine Richter, Ermittlungen auf, während die Jägerschaft sich auf die Suche nach dem Problembären macht, um ihn zu erlegen.
Schon bald kristallisieren sich mehrere Personen mit Mordmotiv heraus: Der Tierpräparator Joe Zitzelsberger hat bittere Rache geschworen, weil Franz Kufner ihn wegen des Abschusses geschützter Raubvögel aus dem Jagdverein ausgeschlossen und dafür gesorgt hat, dass er keine Großaufträge mehr bekommt. Dem Wildmetzger Albrecht Kornfelder hat Kufner ein großes Geschäft vermasselt, indem er die Errichtung einer Skiabfahrt samt Lift und Gastbetrieb verhindert hat. Ursula Kufner, die Witwe des Opfers, die angegeben hatte, alle hätten ihren Mann gemocht, bestreitet auch weiterhin, von ihm betrogen worden zu sein.
Als sich herausstellt, dass der Bär, dessen Haare in den Wunden des Opfers gefunden wurden, seit drei Jahren tot ist, verstärken die Kommissare ihre Bemühungen, den wahren Täter zu finden, bevor der verdächtigte Bär abgeschossen wird. Sie fragen den Tierpräparator nach dem Bärenfell, das sie bei einer früheren Einvernahme in seiner Werkstatt gesehen haben, doch angeblich hat er es an eine unbekannte Person verkauft. Staatsanwalt Lenz, der kommissarisch den Vorsitz im Jagdverein übernommen hat, verweigert ihnen einen Durchsuchungsbefehl; außerdem will er sich den Abschuss eines Bären nicht entgehen lassen.
Nadine Richter recherchiert, dass Franz Kufner vor drei Jahren in Begleitung von Lisa Kornfelder in Rumänien ein Braunbärweibchen erlegt hat, dessen Fell präpariert und nach Bad Tölz nachgeschickt wurde. Lisa Kornfelder war damals noch unverheiratet und als Wurstverkäuferin bei ihrem späteren Mann beschäftigt. Die sichergestellten Bärenhaare stammen ebenfalls aus Rumänien.
Die Kommissare konfrontieren Ursula Kufner mit ihren neuen Erkenntnissen und erfahren, dass sie vor einem Jahr vom Verhältnis ihres Mannes mit Lisa Kornfelder erfahren und ihn vor die Wahl gestellt hat. Er hat in ihrem Beisein telefonisch das Verhältnis mit der Wurstverkäuferin beendet, und seine Frau hat noch einmal ein Kind von ihm bekommen. Seither ist er auch nicht mehr mit Lisa Kornfelder verreist. Kufners erwachsener Sohn Max, der des Öfteren nachts mit einer Stirnlampe durch den Wald joggt, könnte aus Liebe zur Mutter den Mord begangen haben, aber er behauptet, er sei zur fraglichen Zeit wegen seines kleinen Bruders aufgewacht, der immer zur gleichen Zeit gestillt werden wolle.
Lisa Kornfelder hat erst vor zehn Monaten ihren Chef geheiratet; Albrecht Kornfelder hat sie nach dem Ende der Liebschaft mit Franz Kufner getröstet und ihr Geborgenheit gegeben. Sie gibt zu, Franz Kufner in der Mordnacht getroffen zu haben. Sie hätten zusammen auf dem Hochsitz auf eine Horde Wildschweine gewartet, doch dann habe ein Tourengeher mit Stirnlampe die Tiere verscheucht. Franz habe ihn stellen wollen, aber er sei nicht mehr zurückgekommen, also sei sie nach Hause gegangen. Ihr Mann sei erst am frühen Morgen heimgekommen, nachdem er mit dem Bundestagsabgeordneten Hans Meidenbauer in einem Wirtshaus versumpft sei.
Da Albrecht Kornfelder das Bärenfell aus Rumänien bei Familie Kufner vermutet, erwirken Benno Berghammer und Nadine Richter bei Staatsanwalt Lenz’ Stellvertreter einen Durchsuchungsbefehl für die Anwesen der Familien Kornfelder und Kufner sowie bei Joe Zitzelsberger. Die Suche nach dem Bärenfell verläuft an allen drei Orten erfolglos, dafür entdeckt Polizeihauptmeister Schmidt in Kornfelders Schreibtisch Unterlagen, aus denen hervorgeht, dass der Wildmetzger am Tag seiner Hochzeit das gesamte Vermögen aus steuerlichen Gründen an seine Frau überschrieben hat. Damit hat er unter allen Verdächtigen das stärkste Motiv, denn wenn seine Frau ihn verlässt, ist er mit einem Schlag mittellos. Genau das hat Lisa Kornfelder vorgehabt, in Polizist Schmidts Beisein hat sie den Koffer gepackt. Da es aber weder ein Geständnis noch Beweise gibt, kann der Täter nur über das verschwundene Bärenfell ermittelt werden. Die Kommissare beschließen, dem Mörder eine Falle zu stellen. Dazu soll Polizist Schmidt die Kornfelders, die Kufners und Joe Zitzelsberger für 16:00 Uhr zur Hütte des Jagdvereins beordern.
Zur vereinbarten Zeit sind alle außer Benno Berghammer und Albrecht Kornfelder vor Ort, auch Staatsanwalt Lenz ist erschienen, um zu erfahren, was es mit der Versammlung auf sich hat. Da taucht aus dem Unterholz ein Bär auf, der sich jedoch als Benno Berghammer entpuppt. Er sagt, der Täter sei in dieses Bärenfell geschlüpft, dann habe er Franz Kufner von hinten erschlagen und ihm mit der Tatze die Verletzungen zugefügt. Nadine Richter beobachtet, wie Albrecht Kornfelder sein Gewehr schussbereit macht, und kann ihren Kollegen gerade noch rechtzeitig warnen. Kornfelder behauptet, er habe den Bären gesehen und ihn erlegen wollen. Staatsanwalt Lenz fordert Kommissar Berghammer auf, das Bärenfell auszuziehen und der Spurensicherung zu übergeben. Kornfelder meint, das sei auch in seinem Sinne, damit Berghammers Anschuldigungen entkräftet würden. Der Kommissar erwidert, nur der wahre Täter könne wissen, dass es sich bei diesem Fell nicht um das verschwundene handele. Nadine Richter fügt hinzu, sie habe Kornfelder vorhin verfolgt, als er zu einer Hütte geschlichen sei, um nachzusehen, ob das verschwundene Bärenfell noch da ist. Polizist Schmidt meldet, das Fell sei in der Hütte gefunden worden. Als Berghammer meint, der Schuss habe nicht ihm gegolten, sondern Lisa Kornfelder, gerät diese außer sich und schreit ihren Mann an, sie habe in seiner Tasche eine Stirnlampe gefunden; er habe sie zum Hochsitz verfolgt und Franz umgebracht. Obwohl Albrecht Kornfelder alles abstreitet, wird er festgenommen.

## Hintergrund
Die Dreharbeiten erfolgten in Bad Tölz, Dietramszell, Eng und Hall in Tirol sowie im Karwendelgebirge (Ahornboden); als Schauplatz für die „Pension Resi“ diente das Hollerhaus Irschenhausen; die Frühstücksszene wurde im „Hotel Gutsgasthof Stangl“ in Neufarn bei Anzing gedreht.
Der tatverdächtige Bär wurde vom Braunbärweibchen Hera dargestellt, zur Zeit der Dreharbeiten 6 Jahre alt und 250 Kilogramm schwer.

## Kritik
Die Programmzeitschrift TV Spielfilm schreibt titelbezogen: „Seit Bruno, Knut und Flocke ist das Eis zwischen Mensch und Bär gebrochen. Da hätt’s diese teils recht alberne Krimikomödie nicht mehr gebraucht.“ Fazit: „Einen Goldenen Bären gibt’s dafür nicht …“